# Artá
Artá (oficialmente en catalán: Artà) es una localidad y municipio español de la provincia y comunidad autónoma de las Islas Baleares. Ubicado en la isla de Mallorca, pertenece a la comarca de Levante y cuenta con una población de 8387 habitantes (INE 2024).

## Historia
Los restos arqueológicos muestran como la ocupación humana de Artá comienza en el periodo pretalayótico, aunque la mayoría de yacimientos que se pueden observar hoy en día corresponden al megalítico talayótico (poblado de "Ses Païsses", "talaiot de sa Canova", etc.).
Sin duda, la dominación romana también dejó huella, y, durante la época musulmana, la península de Artá (Yartan), era uno de los trece distritos en el que se dividía la isla de Mallorca. Este distrito incluía, también, los actuales términos municipales de Capdepera y Son Servera.
La fundación de la villa, está vinculada a la llegada de unos monjes que durante la reconquista cristiana fundaron el priorato de Santa María de Bellpuig. Hasta el siglo XV, la villa se denominaba "Almudaina" y el nombre de Artá designaba todo el distrito territorial.
Entre los siglos XVI y XVIII la población aumentó considerablemente. Las actividades agrícolas eran predominantes aunque también se desarrolló una considerable actividad textil.
En 1820 el pueblo de Artá sufrió los estragos ocasionados por la peste bubónica, que causó más de 1200 víctimas. En el siglo XIX se produjo la segregación de Capdepera y Son Servera. El término de Artá presentaba todavía una estructura agraria latifundista, en la que los grandes terratenientes poseían buena parte de las tierras del municipio. A final de siglo, adquirió importancia la manufacturación del palmito, que empleaba sobre todo mano de obra femenina y reportaba un complemento indispensable para la subsistencia de numerosas familias "payesas" (campesinas). En 1880, la parcelación de las tierras de la zona noroccidental de la posesión de "Ferruch" da lugar al núcleo urbano llamado "Colonia de San Pedro". Se trataba de una colonia agrícola que, a lo largo del siglo XX, ha adquirido una funcionalidad turística sin perder su personalidad tradicional. También hay que destacar las nuevas urbanizaciones de Mont Farrutx y S'Estanyol.

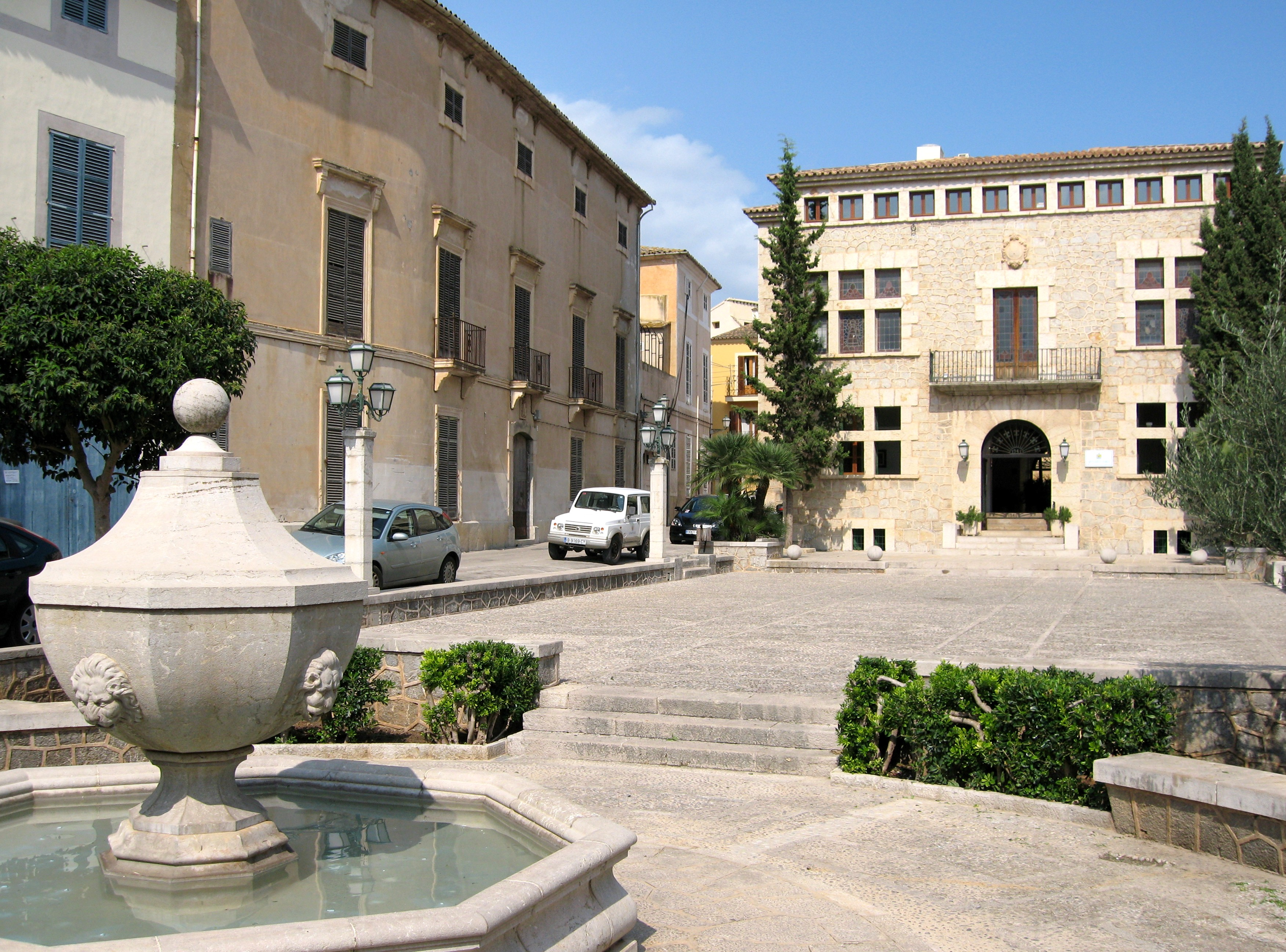
Plaza del Ayuntamiento

En 1921 se inauguró la línea de ferrocarril que une Artá con Manacor, que estuvo en vigencia hasta 1977. A partir de los años sesenta, la economía del municipio se diversificó debido a la explosión turística.

## Demografía
Artá cuenta con una población de 8387 habitantes (INE 2024).
| Gráfica de evolución demográfica de Artá entre 1842 y 2021 |
| |
| Población de derecho según los censos de población del INE. Población de hecho según los censos de población del INE.Entre el censo de 1857 y el anterior, crece el término del municipio porque incorpora a Capdepera. Entre el censo de 1860 y el anterior, disminuye el término del municipio porque independiza a Capdepera. |

La mayoría de la población, 6036 habitantes, se concentra en el núcleo de Artá, existiendo además cinco pequeños núcleos de población y urbanizaciones: Colonia de San Pedro (433), Montferrutx (99), Betlem (34), urbanización San Pedro (27) y S'Estanyol (20).
| 5971                      | 5936 | 6065 | 6140 | 6228 | 6305 | 6578 | 6524 | 6649 | 7541 |
| (Fuente: INE [Consultar]) |      |      |      |      |      |      |      |      |      |

## Economía
Población agrícola y turística. Tiene cultivos de frutales (almendras, naranjas, limones, nísperos, etc), viñedo y olivar. Hay también artesanía de palmito.

## Cultura

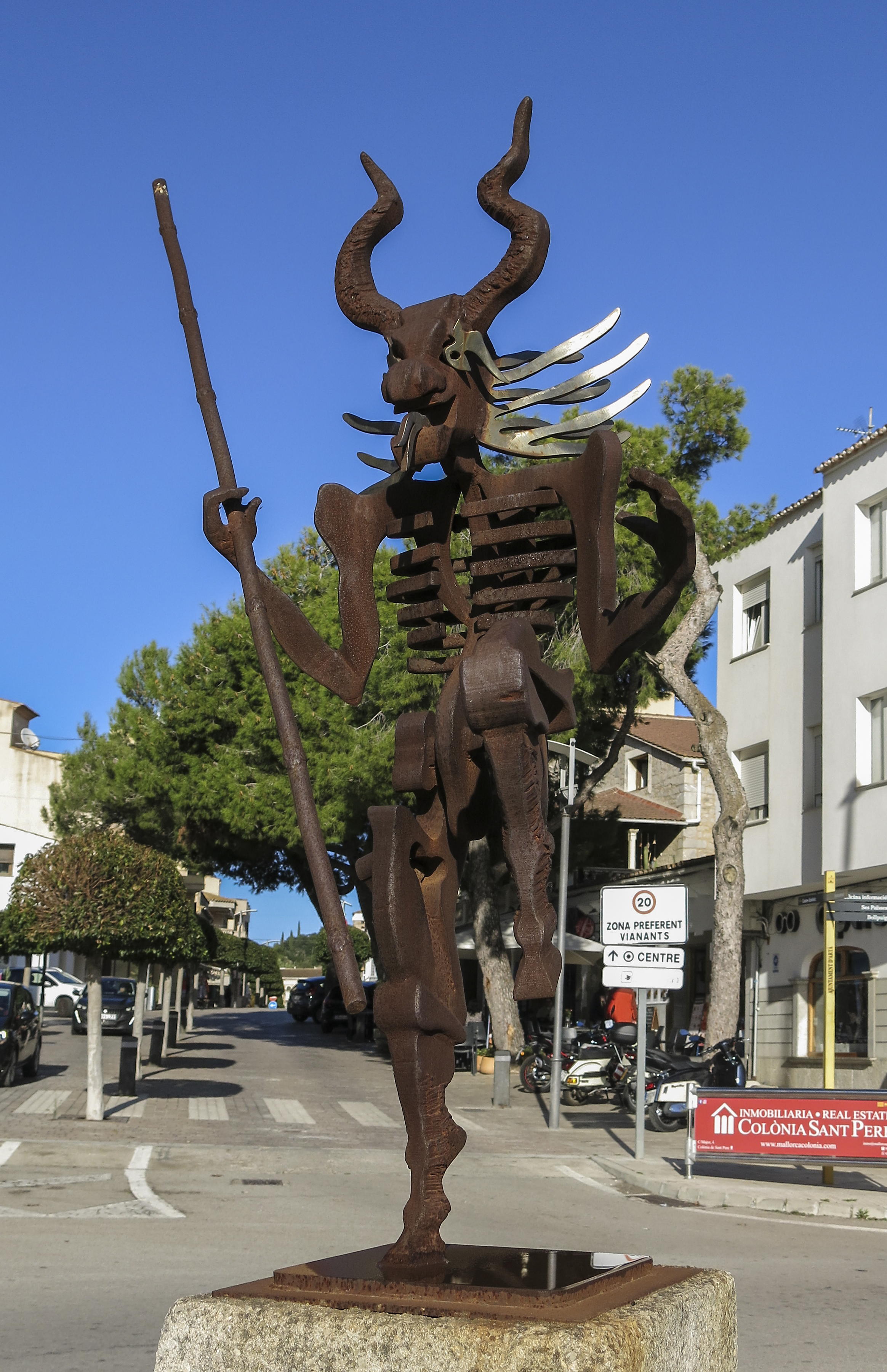
Escultura de un demonio, típico de la fiesta de San Antonio

Al permanecer ajeno en gran medida al impacto del turismo Artá y sus habitantes han podido conservar intactas sus tradiciones festivas (fiestas de San Antonio con sus demonios y foguerons), artesanales (bordado mallorquín, artesanía de palma) y gastronómicas (panades, robiols, sobrasada). Artá es considerado un pueblo fiestero. La participación activa en todas las fiestas, siempre respetando la tradición, es un hecho respetado en la zona que las caracteriza.

### Fiestas
- Reyes: 5 de enero
- Fiesta de Sant Antonio: 16 y 17 de enero
- Carnaval
- Semana Santa
- Cavallets
- Fiestas de San Pedro
- Fiestas de San Salvador
- Fiestas de Navidad

## Monumentos y lugares de interés

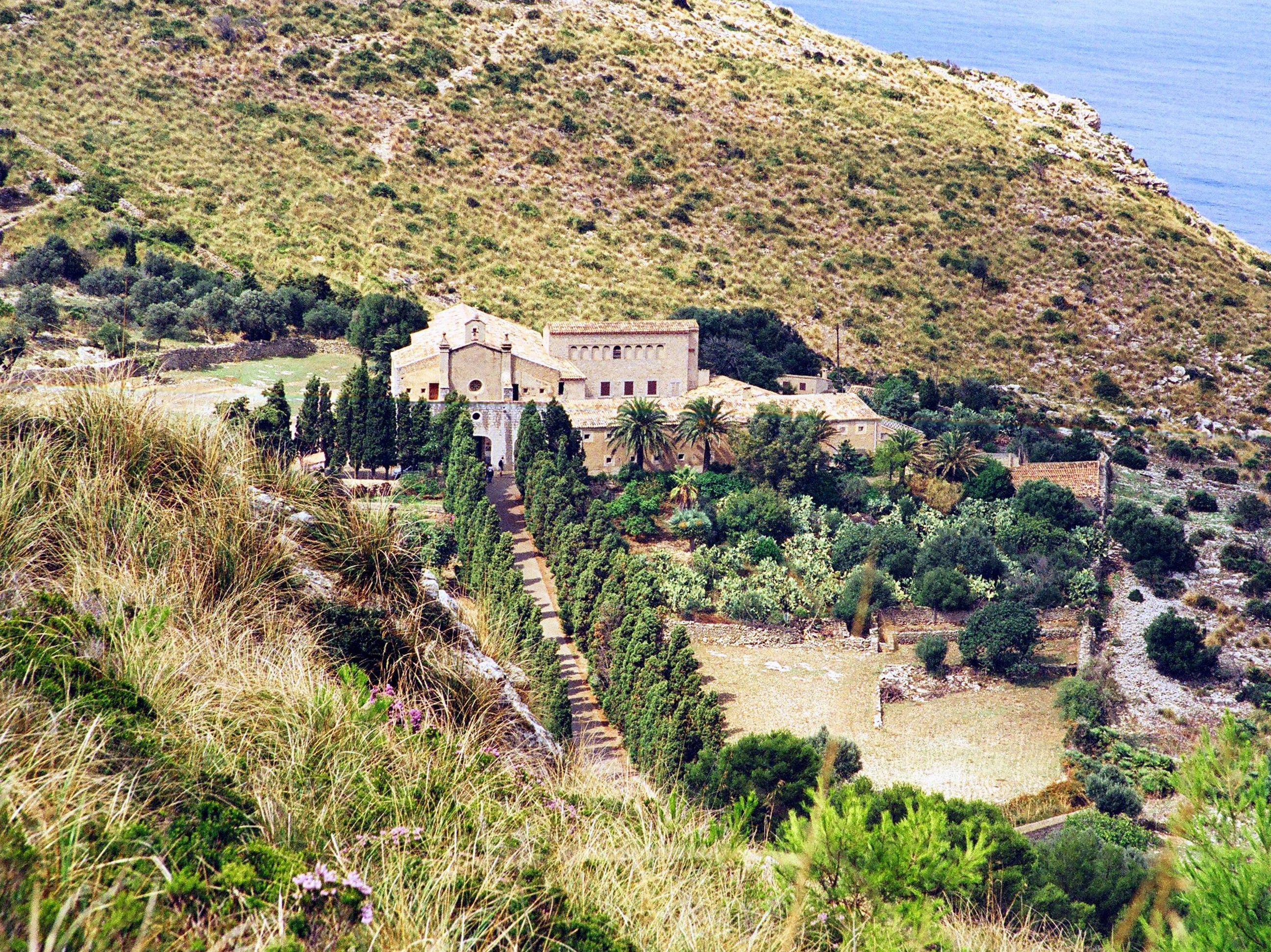
Ermita de Belén

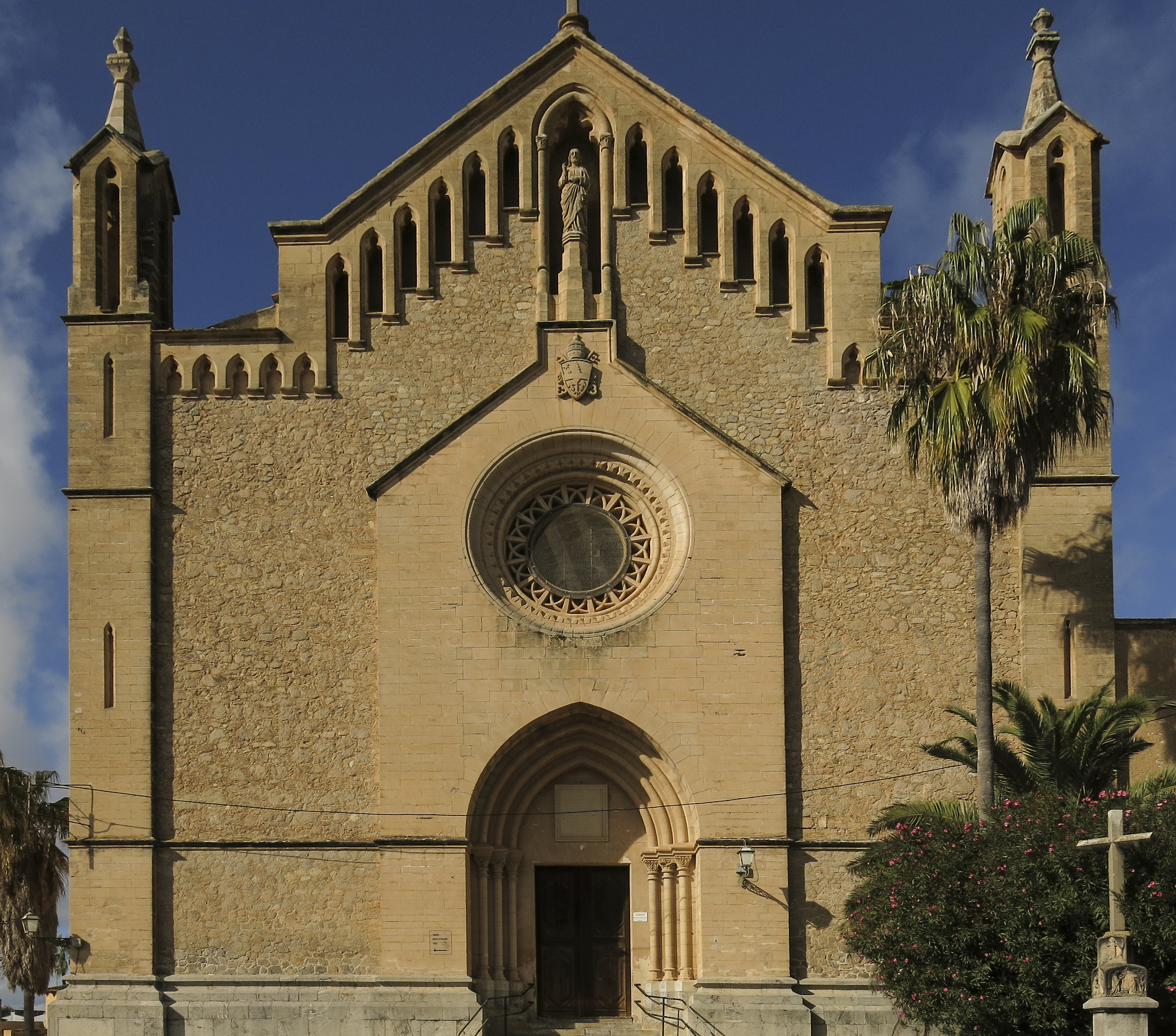
Fachada de la Iglesia de la Transfiguración del Señor

En el seno de un amplio valle Artá se encuentra dominado por el recinto amurallado de San Salvador y por la iglesia de estilo gótico de la Transfiguración del Señor. En su núcleo antiguo destacan las residencias de los antiguos señores dueños de las grandes fincas del municipio, algunas de ellas convertidas en museos privados, como el Museo Regional de Artá o la Casa-museo de Can Cardaix. También se debe destacar el poblado talaótico situado a las afueras de la villa denominado "Ses Païsses". Restos arqueológicos que muestran como la ocupación humana de la comarca artaneca comenzó en el periodo pretalaótico.
A pocos kilómetros de la salida de Artá a Palma se encuentra el monasterio de Santa María de Bellpuig, datado de la conquista del rey Jaime I en el siglo XIII.